# Kohls Ranch, Arizona
Kohls Ranch je naseljeno područje za statističke svrhe u američkoj saveznoj državi Arizona. Prema popisu stanovništva iz 2010. u njemu je živjelo 46 stanovnika.